# Cloche de Durham
Pour les articles homonymes, voir Cloche (homonymie).

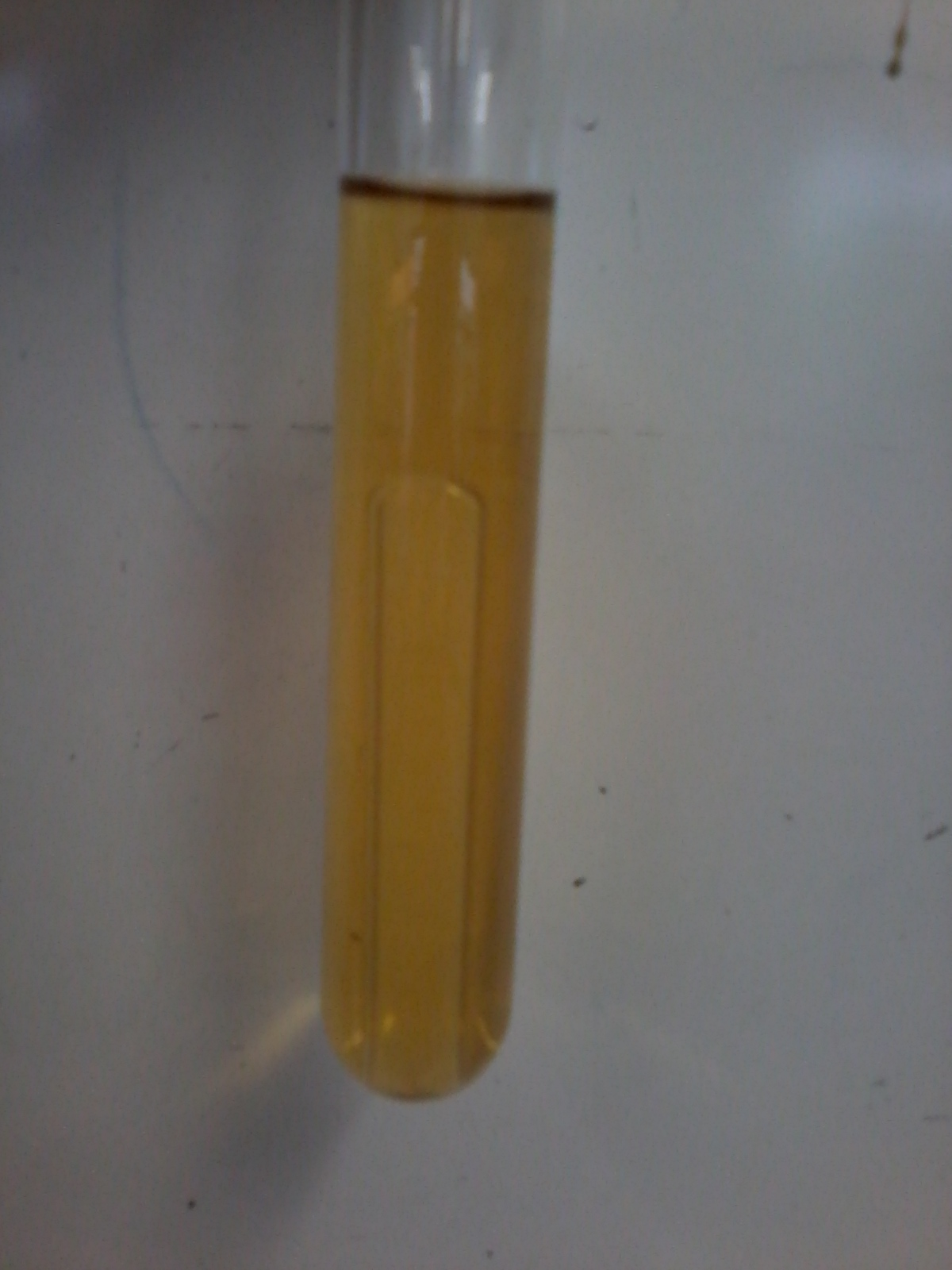
Cloche de Durham pour détecter la production de gaz

En microbiologie, on appelle cloche ou tube de Durham un tube cylindrique de petloche it diamètre placé à l'envers (partie ouverte vers le bas) dans un tube contenant un milieu liquide ensemencé afin de déceler la formation éventuelle de gaz par les micro-organismes se développant dans le milieu liquide.

## Description
Ce sont tout simplement de petits tubes à essai translucides d'un faible diamètre insérés à l'envers dans un autre tube à essai de diamètre plus fort et plus long.

## Principe
Les cloches ou tubes de Durham sont utilisés en microbiologie pour détecter la production de gaz par des micro-organismes.
Le grand tube est initialement rempli de la solution (milieu de culture) dans laquelle la présence de micro-organismes est suspectée ou recherchée et doit se développer. Certains micro-organismes produisent du gaz en se développant comme les coliformes. Si du gaz est produit (après l'inoculation et l'incubation), une bulle de gaz visible sera piégée à l'intérieur du petit tube.
Les cloches de Durham sont aussi utilisées pour mettre en évidence des fermentations, par exemple glucidiques dans un eau peptonée.

## Précaution
La lame d'air initiale créée lors de l'insertion du tube à l'envers disparaît pendant la stérilisation, généralement effectuée à 121 °C pendant environ 15 minutes.

## Historique
La méthode a été décrite pour la première fois en 1898 par le microbiologiste britannique Herbert Durham.